# German
German (Ge, łac. germanium) – pierwiastek chemiczny z bloku p układu okresowego. Jest twardym, błyszczącym, srebrzystoszarym półmetalem o właściwościach chemicznych podobnych do innych węglowców, przede wszystkim krzemu i cyny. Tworzy wiele związków organicznych.

## Odkrycie

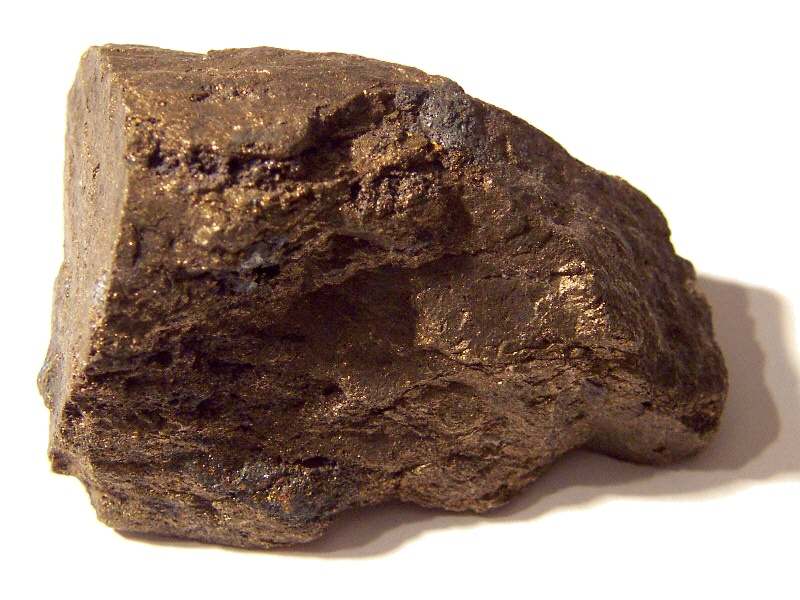
Renieryt, minerał zawierający german: (Cu,Zn)_{11}Fe_{4}(Ge,As)_{2}S_{16}

Mimo że występuje w skorupie ziemskiej w stosunkowo dużych ilościach (ok. 0,0007% wagowo, w postaci 5 trwałych izotopów), został odkryty późno, ponieważ niewiele minerałów zawiera go w dużym stężeniu. W 1869 roku Dymitr Mendelejew przewidział jego istnienie i niektóre właściwości na podstawie luki, jaka istniała w jego układzie okresowym (podobnie przewidział istnienie skandu i galu). Nazwał go ekakrzemem. Prawie 20 lat później, w 1886 roku, Clemens Winkler (profesor akademi górniczej we Freibergu) odkrył nowy pierwiastek, badając minerał argirodyt, (z gr. argyros - srebro) i nadał mu nazwę german (od łacińskiej nazwy swojego kraju ojczystego – Niemiec). Właściwości chemiczne i fizyczne germanu pokrywały się z dużą dokładnością z właściwościami ekakrzemu – hipotetycznego pierwiastka, przewidzianego przez Mendelejewa na podstawie sformułowanego przez niego prawa okresowości.
German posiada kilkanaście izotopów z przedziału mas 64–83, z czego 5 trwałych występuje w naturalnej mieszaninie.

## Zastosowania
German jest ważnym półprzewodnikiem, wykorzystywanym do produkcji tranzystorów, diod i innych elementów elektronicznych. Jego pasmo wzbronione ma szerokość 0,67 eV, jest więc węższe niż w przypadku krzemu. Podobnie jak w przypadku galu, sole germanu – zwłaszcza fluorki i arsenki – wykazują własności półprzewodnikowe i elektroluminescencyjne, jednak ze względu na większą dostępność galu, związki te nie są praktycznie wykorzystywane.
German jest również stosowany do produkcji światłowodów i katalizatorów polimeryzacji. Pozyskuje się go głównie z zanieczyszczeń w minerale sfalerycie, a także z zanieczyszczeń rud cynku, ołowiu, miedzi i srebra.

## Reaktywność
Nie reaguje z wodą, powietrzem, a nawet z kwasami i zasadami, oprócz kwasu azotowego. Czasami domieszkuje się nim krzem stosowany przy produkcji elementów elektronicznych, jednak ze względu na małą dostępność tego pierwiastka zwykle jest on zastępowany galem. Szkło domieszkowane germanem jest przezroczyste dla promieniowania podczerwonego.
Jego znaczenie biologiczne jest nieznane; niektóre związki germanu, takie jak germanowodór czy chlorek germanu, mają działanie drażniące.

## Odmiany alotropowe
W 2014 dwa zespoły naukowców, chiński i europejski otrzymały germanen – materiał tworzony przez płaską strukturę atomów germanu, o budowie analogicznej do grafenu i silicenu. Atomy germanu tworzą w nim jednoatomowej grubości warstwę, połączone są w sześciokąty na podobieństwo plastra miodu.